# Mettingen
Mettingen település Németországban, azon belül Észak-Rajna-Vesztfália tartományban. Lakosainak száma 12 041 fő (2023. december 31.). Mettingen Recke, Ibbenbüren, Westerkappeln és Neuenkirchen községekkel határos.

## Népesség
A település népességének változása:
| Lakosok száma | 10 008 | 11 815 | 11 856 | 11 883 | 11 882 | 12 000 | 12 041 |
|               | 1975   | 2015   | 2017   | 2019   | 2021   | 2022   | 2023   |